# 小行星17059
小行星17059（17059 Elvis）是一颗绕太阳运转的小行星，为主小行星带小行星。该小行星于1999年4月15日发现。

## 轨道参数
小行星17059的轨道半长轴为2.4195785 UA，离心率为0.082。